# Ocoyo (distrito)
Ocoyo é um distrito do Peru, departamento de Huancavelica, localizada na província de Huaytará.

## Transporte
O distrito de Ocoyo é servido pela seguinte rodovia:
- HV-120, que liga a cidade de Santiago de Quirahuaraao distrito de San Isidro [1][2][3]